# شهرستان ژیدوی
شهرستان ژیدوی (به لاتین: Zhidoi County) یک شهرستان‌های جمهوری خلق چین در چین است که در ولایت خودمختار یوشو تبتی واقع شده‌است.